# Шеффилд, Кендалл
Кендалл Шеффилд (англ. Kendall Sheffield; 30 мая 1996, Миссури-Сити, Техас) — профессиональный американский футболист, выступающий на позиции корнербека в клубе НФЛ «Хьюстон Тексанс». На студенческом уровне играл за команды Блинн-колледжа и университета штата Огайо. На драфте НФЛ 2019 года был выбран в четвёртом раунде.

## Биография
Кендалл Шеффилд родился 30 мая 1996 года в Миссури-Сити в штате Техас. Там же он окончил школу имени Тэргуда Маршалла. Кроме выступлений за футбольную команду школы, Кендалл участвовал в соревнованиях по лёгкой атлетике. Он дважды выигрывал чемпионат штата в беге на 110 метров с барьерами, один раз — в беге на 300 метров с барьерами. Перед поступлением в колледж аналитики ESPN ставили его на третье место в рейтинге корнербеков, сайт Scout.com — на второе. В 2014 году Шеффилд принимал участие в Матче всех звёзд школьного футбола, после которого объявил о продолжении учёбы и карьеры в университете Алабамы.

### Любительская карьера
Сезон 2015 года Шеффилд провёл в статусе освобождённого игрока, не принимая участия в матчах. После окончания учебного года он перевёлся в общественный колледж Блинн, расположенный в Бренеме. В составе «Блинн Бакканирс» Кендалл играл на месте корнербека и на возвратах. За сезон он сделал 31 захват, два перехвата и записал на свой счёт одиннадцать сбитых передач. В 2017 году, перед началом весенних тренировок, он поступил в университет штата Огайо.
В составе «Огайо Стейт Бакайс» Шеффилд выступал в сезонах 2017 и 2018 годов, сыграл 28 матчей, 17 из которых в стартовом составе. Дважды с командой он выигрывал турнир конференции Big-10. От последнего сезона выступлений в NCAA Кендалл отказался и в 2019 году выставил свою кандидатуру на драфт НФЛ.

#### Статистика выступлений в NCAA
| Сезон | Команда              | Игры | Захваты | Захваты | Захваты | Захваты | Захваты | Перехваты | Перехваты | Перехваты | Перехваты | Перехваты | Фамблы | Фамблы | Фамблы | Фамблы |
| Сезон | Команда              | Игры | Solo    | Ast     | Tot     | Loss    | Sk      | Int       | Yds       | Y/R       | TD        | PD        | FR     | Yds    | TD     | FF     |
| ----- | -------------------- | ---- | ------- | ------- | ------- | ------- | ------- | --------- | --------- | --------- | --------- | --------- | ------ | ------ | ------ | ------ |
| 2015  | Алабама Кримсон Тайд | —    | —       | —       | —       | —       | —       | —         | —         | —         | —         | —         | —      | —      | —      | —      |
| 2017  | Огайо Стейт Бакайс   | 14   | 31      | 9       | 40      | 2,0     | 0,0     | 0         | 0         | 0,0       | 0         | 9         | 1      | 0      | 0      | 1      |
| 2018  | Огайо Стейт Бакайс   | 14   | 27      | 8       | 35      | 2,0     | 0,0     | 2         | 0         | 0,0       | 0         | 6         | 0      | 0      | 0      | 1      |
| Всего | Всего                | 28   | 58      | 17      | 75      | 4,0     | 0,0     | 2         | 0         | 0,0       | 0         | 15        | 1      | 0      | 0      | 2      |

### Профессиональная карьера
Перед драфтом аналитик НФЛ Лэнс Зирлейн характеризовал Шеффилда как нестабильного, но перспективного корнербека, обладающего отличной скоростью и не лучшими навыками игры по мячу и чутьём. Ему прогнозировали выбор в третьем раунде и место запасного, который имеет потенциал игрока стартового состава. 
В четвёртом раунде драфта Шеффилд был выбран клубом «Атланта Фэлконс». В мае он подписал с командой четырёхлетний контракт на сумму 3,2 млн долларов. В регулярном чемпионате 2019 года Кендалл принял участие в шестнадцати матчах, в одиннадцати из них выходил в стартовом составе. Больше игрового времени он начал получать в середине сезона после травмы Десмонда Труфанта. В последней игре чемпионата Шеффилд получил травму ноги. Всего за год он сделал 46 захватов, сбил три передачи и вынудил соперников сделать один фамбл. Несмотря на участие во всех матчах, сайт Pro Football Focus оценил его как одного из худших корнербеков лиги как в пасовом прикрытии, так и в игре против выноса. В 2020 году он сыграл в тринадцати матчах и был одним из худших в составе слабой защиты «Фэлконс». Шеффилд сделал 51 захват и сбил три передачи, но позволил прикрываемым ресиверам принимать мяч в 76,3 % случаев.
Значительную часть предсезонной подготовки летом 2021 года Шеффилд пропустил из-за травмы ноги. На поле он вернулся в октябре и большую часть чемпионата играл в составе специальных команд. В защите «Фэлконс» он провёл две игры в концовке сезона. В мае 2022 года «Атланта» выставила его на драфт отказов, после чего он перешёл в «Хьюстон Тексанс». Незадолго до начала сезона 2022 года Шеффилд был внесён в список травмированных, а затем отчислен. Вторую часть чемпионата он провёл в тренировочном составе клуба «Даллас Каубойс». В марте 2023 года он подписал новый контракт с «Хьюстоном».

#### Статистика выступлений в НФЛ

##### Регулярный чемпионат
| Сезон | Команда         | Игры | Захваты | Захваты | Захваты | Захваты | Захваты | Перехваты | Перехваты | Перехваты | Перехваты | Перехваты | Фамблы | Фамблы | Фамблы | Фамблы |
| Сезон | Команда         | Игры | Solo    | Ast     | Tot     | Loss    | Sk      | Int       | Yds       | Y/R       | TD        | PD        | FR     | Yds    | TD     | FF     |
| ----- | --------------- | ---- | ------- | ------- | ------- | ------- | ------- | --------- | --------- | --------- | --------- | --------- | ------ | ------ | ------ | ------ |
| 2019  | Атланта Фэлконс | 16   | 33      | 13      | 46      | 0       | 0,0     | 0         | 0         | 0,0       | 0         | 3         | 0      | 0      | 0      | 1      |
| 2020  | Атланта Фэлконс | 13   | 37      | 14      | 51      | 0       | 0,0     | 0         | 0         | 0,0       | 0         | 3         | 0      | 0      | 0      | 1      |
| 2021  | Атланта Фэлконс | 9    | 2       | 2       | 4       | 0       | 0,0     | 0         | 0         | 0,0       | 0         | 0         | 0      | 0      | 0      | 0      |
| Всего | Всего           | 38   | 72      | 29      | 101     | 0       | 0,0     | 0         | 0         | 0,0       | 0         | 6         | 0      | 0      | 0      | 2      |